# سامانه بهداشت و درمان متودیست
متودیست هلت‌کیر سیستم یا سامانه بهداشت و درمان متودیست (به انگلیسی: Methodist Healthcare System) تأسیس ۱۹۶۳، واقع در مرکز درمانی جنوب تگزاس در سن آنتونیو، بزرگترین مرکز درمان خصوصی در جنوب تگزاس است.
این شبکه درمانی خصوصی مجهز به ۱۹ مرکز درمانی در منطقه جنوب تگزاس است. این مرکز ۶۰۰۰ نفر در استخدام دارد که ۲۰۰۰ نفر از آنان پزشک هستند.